# Syncesia psaroleuca
Syncesia psaroleuca är en lavart som först beskrevs av William Nylander och som fick sitt nu gällande namn av Anders Tehler. 
Syncesia psaroleuca ingår i släktet Syncesia och familjen Roccellaceae. Inga underarter finns listade i Catalogue of Life.